# Kur diabeł
Kur diabeł (Myoxocephalus scorpius) – gatunek ryby skorpenokształtnej z rodziny głowaczowatych. Spotykany w akwariach publicznych.

## Zasięg występowania
Przybrzeżne wody wschodniego i zachodniego Oceanu Atlantyckiego oraz połączonych z nim mórz, również w Bałtyku, także Ocean Arktyczny, na głębokościach od kilku do 250 m. Wpływa do wód słonawych.

## Opis
Ciało nagie (bez łusek). Ubarwienie zmienne. Głowa duża, uzbrojona w trzy pary kolców oraz ostre wyrostki.
Jeden z większych przedstawicieli rodziny. Dorasta maksymalnie do 90 cm długości, zwykle do 60 cm. Żywi się rybami i dużymi skorupiakami. Bardzo żarłoczny. Wyjęty z wody wydaje burczące dźwięki. Tarło odbywa jesienią i zimą. Samce opiekują się ikrą. Larwy początkowo pelagiczne, później opadają na dno.